# Aminometilbenzoesav
Az aminometilbenzoesav (4-(aminometil)benzoesav, p-(aminometil)benzoesav, PAMBA, INN: aminomethylbenzoic acid)
szagtalan fehér vagy halványsárga kristályos por. Vízben rosszul oldódik.
Vérzéscsillapító. Alkalmazzák vérátömlesztésnél előforduló komplikációk, gyógyszerallergia, szepszis,   hemofília okozta vérzéskor, továbbá megelőzésként prosztata-, tüdő-, lép-, pajzsmirigy- és mellékpajzsmirigy-műtét előtt. Használják funkcionális méhvérzés, a méhlepény korai leválása, a magzat méhen belüli halála, valamint fibrinolitikus szerek túladagolása esetén.

## Hatásmód
A plazminogént(en)t fibrinolizinné alakító plazmafaktorokat gátolja. A fibrinolizin a vérplazma fibrint oldó és a fibrinogént inaktiváló enzimje. A bonyolult lebontási folyamat neve fibrinolízis(en).
A PAMBA hatása erősebb az ε-kapronsavénál.

## Alkalmazás
Naponta egyszer intravénás vagy izomba adott injekció formájában, 3–4 napon keresztül. Izomba adva a plazmaszint kb. egy óra múlva éri el a maximumát, és a hatás 3–4 órán át tart. A napi adag 50 mg.
Szájon át napi adagja 0,3–1 g 3–4 részre osztva.
Trombózis és a coagulopathia bizonyos formái esetén, valamint terhesség és szoptatás alatt a szer ellenjavallt.
Mellékhatások: szívritmuszavar, emésztőrendszeri rendellenességek.

## Készítmények
- Pamba[5]
- Amben[4]

Magyarországon nincs forgalomban.